# Federación de baloncesto de Turquía
La Federación Turca de Baloncesto (TBF por sus siglas en turco Türkiye Basketbol Federasyonu) es el organismo que rige las competiciones de clubes y la Selección nacional de Turquía. Pertenece a la asociación continental FIBA Europa.

## Registros
- 6312 Clubes Registrados.
- 67517 fichas masculinas.
- 16296 fichas femeninas.

Nota: datos de la temporada 2002/03

## Clubs de Primera División (Masculino)
- Anadolu Efes S.K. (12 títulos)
- İTÜ (5 títulos)
- Galatasaray Café Crown (4 títulos)
- Fenerbahçe Ülker (4 títulos) (fusión entre el Fenerbahçe, 1 título, con el Ülker, 3 títulos)
- Beşiktaş JK (1 título)
- Banvitspor
- Büyük Kolej
- Darüşşafaka S.K.
- Erdemirspor
- Pınar Karşıyaka
- Tekelspor
- Tuborg Pilsener
- Türk Telekom B.K.

## Clubs de Primera División (Femenino)
- Beşiktaş JK (3)
- Botaş (2)
- Burhaniye Municipality
- Ceyhan Municipality
- Çankaya Üniversitesi
- Erdemirspor
- Fenerbahçe SK (3)
- Galatasaray SK (11)
- İÜSK (Istanbul University SK) (1)
- Mersin Metropolitan Municipality
- Migros
- Orim Cam